# Walckenaeria incompleta
Walckenaeria incompleta är en spindelart som beskrevs av Jörg Wunderlich 1992. Walckenaeria incompleta ingår i släktet Walckenaeria och familjen täckvävarspindlar.
Artens utbredningsområde är Kanarieöarna. Inga underarter finns listade i Catalogue of Life.